# كي أوفيس
كي أوفيس أحد حزم التطبيقات المكتبية، وهو مجموعة من التطبيقات المكتبية التي تشمل مجالات عديدة، وجميع تطبيقاته ومكوناته تنشر تحت ترخيصات البرامج الحرة والمفتوحة المصدر، كما أن كي أوفيس مجاني بالكامل ويمكن الحصول عليه مجانا.
يعد كي أوفيس ثاني أكبر حزم البرامج المكتبية المفتوحة المصدر بعد حزمة أوبن أوفيس.
كي أوفيس هو أحد مشروعات البرامج التابعة لبيئة سطح المكتب ك أو «كدي» في الماضي كان كي أوفيس يعمل ضمن بيئة لينكس مثل بقية برامج KDE، ولكن بداية من الإصدار رقم 2.0 الذي صدر في عام 2009 أصبح كي أوفيس يدعم العمل على كل من لينكس وويندوز وماك أو.إس عشرة بالإضافة إلى نظام التشغيل هايكو (نظام تشغيل)، وذلك بفضل استخدام الإصدار الرابع من مكتبة البرمجة الرسومية QT والذي يدعم التطوير لبيئات متعددة.يصدر كي أوفيس بشكل مستقل عن KDE.
يستخدم كي أوفيس تنسيق الملفات OpenDocument كتنسيق أساسي ويتضمن العديد من البرامج المهمة في المجال المكتبي، مثل معالج النصوص (كي وورد)، وبرنامج الجداول الممتدة (كي سِلز KCells)، وبرنامج العروض التقديمية (كي أوفيس شوكيس KOffice Showcase)، وتطبيق تحرير الرسوميات المتجهية (كي أوفيس آرتورك KOffice Artwork)

## الإصدار 2.0 من KOffice
في السنوات القليلة الماضية دخل كي أوفيس في نقلة نوعية هامة، كأحد برامج الإصدار الرابع من كدي. فقد بدأ فريق تطوير كي أوفيس في تطوير إصدار جديد يستخدم المكتبات البرمجية الجديدة لبيئة KDE4. وعلى الرغم من أن الإصدار الجديد قد صدر في 2009 إلا أن هذا الإصدار اعتبر موجها للمطورين والمختبرين وليس المستخدمين العاديين، حيث كان الإصدار يفتقد العديد من المزايا الأساسية التي كانت موجودة في الإصدارات السابقة المستقرة.
وباستمرار التطوير صدر الإصدار 2.0 في نوفمبر 2009، إلا أن المطورين نصحوا المستخدمين النهائيين بالاستمرار في استخدام سلسلة الإصدارات 1.6 المستقرة. وتحديدا فإن برنامجي كيكزي وكي أوفيس لم يتم تطويرهم لسلسلة الإصدارات الجديدة، الأمر الذي جعل بعض توزيعات لينوكس الرئيسية مثل أوبنتو تبقي على حزم الإصدار 1.6 مع إعطاء المستخدام خيار تثبيت الإصدار الجديد عند الرغبة
.

## انقسام Calligra Suite
في أواسط عام 2010، بعد خلافات بين المطورين الأساسيين انقسم مجتمع كي أوفيس إلى مشروعين هما كي أوفيس وطاقم كاليغرا، ونتج عن ذلك إعادة تسمية بعض التطبيقات فتغير اسم كي سبريد KSpread (تطبيق الجداول الحسابية الممتدة) إلى كي أوفيس، وتطبيق العروض التقديمية KPresenter إلى KOffice Showcase، وتطبيق الرسوميات المتجهية Karbon إلى KOffice Artwork، وتطبيقا الرسم كريتا وإدارة قواعد البيانات Kexi قد انتقلا بالكامل إلى طاقم كاليغرا وأسقطا من كي أوفيس.

## مكونات KOffice
قبل أنقسام طاقم كاليغرا كان يتضمن KOffice التطبيقات التالية:
|  | كي وورد         | معالج نصوص يدعم النشر المكتبي. |
|  | كي سبريد        | برنامج جداول حسابية وإحصائية يدعم تعدد الأوراق الحسابية والقوالب وبه ما يزيد عن 100 صيغة حسابية رياضية. |
|  | كي بريزينتر     | برنامج عروض تقديمية يدعم الصور والمؤثرات. |
|  | كي أوفيس        | برنامج لرسم خرائط التدفق قابل للبرمجة. |
|  | كربون14         | تطبيق للرسم المتجهي مع عدة أدوات متنوعة للرسم والتحرير. |
|  | كريتا           | (عرف سابقاً بـ Krayon و KImageshop). برنامج لمعالجة الصور النقطية، مصمم في الأساس كبرنامج رسم مع بعض المزايا لمعالجة الصور.                                                                                        |
|  | Kugar وكي سبريد | تطبيقين متكاملين لإنشاء التقارير والرسوم البيانية. |
|  | KFormula        | برنامج تكاملي لتحرير الصيغ الرياضية. |
|  | كيكزي           | تطبيق متكامل لإدارة البيانات، صمم كمنافس لـMicrosoft Access و FileMaker. يمكن استخدامه لتصميم قواعد البيانات والتعامل معها، ولإدراج ومعالجة البيانات وإنجاز الاستعلامات.وله توافقية محدودة مع تنسيق ملفات الأكسس. |
|  | KPlato          | تطبيق لإدارة المشروعات يمكن به إنشاء رسوم بيانية بأسلوب Gantt. |

ويتضمن كي أوفيس عددا من مرشحات الاستيراد لاستيراد الملفات بتنسيقات التطبيقات المنافسة.

## تعريب كي أوفيس
كغيره من مشاريع البرامج الحرة والمفتوحة المصدر يقوم فريق عرب آيز بتعريب كي أوفيس كواحد من مشاريع تعريب KDE، وذلك بجهود تطوعية.

## وصلات خارجية
- موقع الويب لكي أوفيس
- الموقع الرسمي لـKDE
- صفحة وثائق الويكي بموقع كأوفيس
- خطة تطوير كي أوفيس
- موقع عرب آيز
- صفحة معلومات تعريب أحدث إصدار